# Mount Guyot (New Hampshire)
Mount Guyot ist ein Berg in Grafton County im US-Bundesstaat New Hampshire. Er ist Teil des Gebirgszuges der White Mountains in den nördlichen Appalachen. Über seinen eher flach gewölbten Gipfel führt ein Abschnitt des Fernwanderweges Appalachian Trail. 
Der Berg wurde nach dem Geologen und Geographen Arnold Henri Guyot benannt, der im 19. Jahrhundert erste exakte Karten der Appalachen verfertigte. Der nächsthöhere Gipfel ist der 1494 m hohe South Twin Mountain.